# Koizumi Kei
Kei Koizumi (小泉 慶 Koizumi Kei, sinh ngày 19 tháng 4 năm 1995) là một cầu thủ bóng đá người Nhật Bản hiện tại thi đấu cho Kashiwa Reysol ở J1 League. Ban đầu anh là một tiền vệ trung tâm nhưng cũng có thể thi đấu ở vị trí hậu vệ.

## Sự nghiệp
Koizumi bắt đầu sự nghiệp là một cầu thủ trẻ với Yokohama F. Marinos, nhưng câu lạc bộ không đẩy anh lên đội U-18. Anh vào Đại học Kinh tế Ryutsu và bắt đầu đá cho đội bóng trường. Anh trở thành cầu thủ ra sân thường xuyên, và giành chức vô địch Prince Takamado Cup năm 2013.
Năm 2014, Koizumi gia nhập câu lạc bộ tại J. League Division 1 Albirex Niigata và thêm sự đa năng trong đội hình Albirex. Anh có khả năng thi đấu ở nhiều vị trí từ hậu vệ sang tiền vệ giúp anh tạo được sức hút và ông chủ Masaaki Yanagishita rất vui lòng khi khen anh bên ngoài Sân vận động Big Swan.

## Thống kê câu lạc bộ
Cập nhật đến ngày 12 tháng 1 năm 2018.
| Thành tích câu lạc bộ | Thành tích câu lạc bộ | Thành tích câu lạc bộ | Giải vô địch | Giải vô địch | Cúp                   | Cúp                   | Cúp Liên đoàn | Cúp Liên đoàn | Châu lục | Châu lục  | Tổng cộng | Tổng cộng |
| Mùa giải              | Câu lạc bộ            | Giải vô địch          | Số trận      | Bàn thắng    | Số trận               | Bàn thắng             | Số trận       | Bàn thắng     | Số trận  | Bàn thắng | Số trận   | Bàn thắng |
| Nhật Bản              | Nhật Bản              | Nhật Bản              | Giải vô địch | Giải vô địch | Cúp Hoàng đế Nhật Bản | Cúp Hoàng đế Nhật Bản | J. League Cup | J. League Cup | Châu Á   | Châu Á    | Tổng cộng | Tổng cộng |
| --------------------- | --------------------- | --------------------- | ------------ | ------------ | --------------------- | --------------------- | ------------- | ------------- | -------- | --------- | --------- | --------- |
| 2014                  | Albirex Niigata       | J1                    | 26           | 0            | 2                     | 0                     | 6             | 1             | -        | -         | 34        | 1         |
| 2015                  | Albirex Niigata       | J1                    | 21           | 2            | 0                     | 0                     | 5             | 0             | -        | -         | 26        | 2         |
| 2016                  | Albirex Niigata       | J1                    | 30           | 0            | 1                     | 0                     | 4             | 0             | -        | -         | 35        | 0         |
| 2017                  | Albirex Niigata       | J1                    | 33           | 2            | 1                     | 0                     | 0             | 0             | -        | -         | 34        | 2         |
| Tổng                  | Tổng                  | Tổng                  | 110          | 4            | 4                     | 0                     | 15            | 1             | -        | -         | 119       | 5         |
| 2018                  | Kashiwa Reysol        | J1                    | 0            | 0            | 0                     | 0                     | 0             | 0             | 0        | 0         | 0         | 0         |
| Tổng                  | Tổng                  | Tổng                  | 0            | 0            | 0                     | 0                     | 0             | 0             | 0        | 0         | 0         | 0         |
| Tổng cộng sự nghiệp   | Tổng cộng sự nghiệp   | Tổng cộng sự nghiệp   | 110          | 4            | 4                     | 0                     | 15            | 1             | 0        | 0         | 119       | 5         |